# Николай Кънчев (награда)
Вижте пояснителната страница за други значения на Николай Кънчев.
Наградата за поезия „Николай Кънчев“ е учредена през 2012 г. от съпругата на поета Николай Кънчев Федя Филкова и се присъжда ежегодно на поетеса/поет за нова българска поезия, като предмет на разглеждане са новите поетически книги, както и публикациите в националната литературна периодика. Връчва се на Никулден (6.ХІІ.). Наградата включва почетен диплом, бронзова пластика на поета, дело на скулптора Добромир Иван, и парична сума в размер 2200 лева.
Наградата е ежегодна и разглежда книги и публикации, появили се в периода 30 октомври на предходната и 1 ноември на текущата година. Не подлежат на разглеждане поетически книги с избрани, събрани и юбилейно/тематично подбрани стихотворения.
Церемонията на връчването на наградата, Поетичен Никулден, включва и произнасянето на апология на поезията от литературен изследовател или поет. Своя апология на поезията са произнасяли Михаил Неделчев (2012), Пламен Дойнов (2013), Божидар Кунчев (2014), Екатерина Йосифова (2015), Ани Илков (2016), Георги Гочев (2017), Александър Секулов (2018) и Мирела Иванова (2019).

## Номинирани и наградени автори и техните книги
| № | Година | Номинирани | Лауреати |
| - | ------ | --- | --- |
| 1 | 2012   | - Александър Байтошев за „Прах и драскотини“ („Жанет 45“), - Деян Енев за „Стихотворения“ („Сиела“), - Кристин Димитрова за „Градината на очакванията и отсрещната врата („Колибри“), - Пламен Дойнов за „София Берлин“ („Несарт“), - Яница Радева за „Кошерът на думите“ („Жанет 45“).                                             | - Пламен Дойнов за стихосбирката „София Берлин“, - Деян Енев за „Стихотворения“.                                                                 |
| 2 | 2013   | - Иво Рафаилов за „изброими изкушения“ („Пергамент“), - Йордан Ефтимов за „Сърцето не е създател“ („Смол Стейшънс Прес“), - Оля Стоянова за „Улица „Щастие“ („Жанет 45“), - Росен Карамфилов за „Стерео тишина“ („Жанет 45“), - Станислава Станоева за „Теория на всичко“ („Жанет 45“).                                             | - Оля Стоянова за стихосбирката „Улица „Щастие“.                                                                                                 |
| 3 | 2014   | - Владимир Попов за „Лична хроника“ („Светулка 44 АТЕНЕЙ“), - Екатерина Григорова за „Дъска по мокрия пясък“ („Ерго“), - Екатерина Йосифова за „Тънка книжка“ („Жанет 45“), - Петър Петров за „Без упойка“ („Изток-Запад“), - Петя Хайнрих за „Лотос“ („Смол Стейшънс Прес“).                                                       | - Екатерина Йосифова за стихосбирката „Тънка книжка“.                                                                                            |
| 4 | 2015   | - Ани Илков за „Подготовка за напускане на сърцето“ (Университетско издателство „Св. Климент Охридски“), - Божидар Богданов за „Птеродактили“ („Фабер“), - Иглика Дионисиева за „Déjà vu Hug“ („Скалино“), - Надежда Радулова за „Когато заспят“ („Жанет 45“), - Петър Чухов за „Сбогуване с нарцисизма“ („Жанет 45“).              | - Ани Илков за стихосбирката „Подготовка за напускане на сърцето“, - Надежда Радулова за стихосбирката „Когато заспят“.                          |
| 5 | 2016   | - Боряна Кацарска за „Милост към езика“ („Жанет 45“), - Георги Господинов за „Там, където не сме“ („Жанет 45“), - Палми Ранчев за „Отблизо всичко“ („Пергамент“), - Пламен Дойнов за „Балът на тираните“ („Кралица Маб“), - Силвия Чолева за „От небето до земята“ („Жанет 45“).                                                    | - Пламен Дойнов за стихосбирката „Балът на тираните“, - Георги Господинов за стихосбирката „Там, където не сме“.                                 |
| 6 | 2017   | - Александър Секулов за „Море на живите“ („Изток-Запад“), - Амелия Личева за „Зверски кротка“ („Лексикон“), - Йорданка Белева за „Пропуснатият момент“ („Жанет 45“), - Марияна Фъркова за „19 стихотворения за любовта“ („Фабер“), - Патриция Николова за „Нашествие от думи“ („Рива“).                                             | - Александър Секулов за стихосбирката „Море на живите“.                                                                                          |
| 7 | 2018   | - Албена Тодорова за „Стихотворения, от които ти се живее“ („Жанет 45“), - Антоний Димов за „Дивергенции“ („Пергамент“), - Бистра Величкова за „Бог в очакване на дилъра“ („Ерго“), - Мирела Иванова за „Седем. Стихотворения с биографии“ („Хермес“), - Рада Панчовска за „Космически елегии“ („СОНМ“).                            | - Мирела Иванова за стихосбирката „Седем. Стихотворения с биографии“ („Хермес“), - Рада Панчовска за стихосбирката „Космически елегии“ („СОНМ“). |
| 8 | 2019   | - Александър Петров за „Бъди какъвто си“ („Сиела“), - Белослава Димитрова за „Месо и птици“ („Да“), - Надежда Тричкова за „Лентата е почти изснимана“ („Жанет 45“), - Николай Бойков за „101 посвещения“ („Смол Стейшънс Прес“), - Цветанка Еленкова за „Седмият жест ІІ“ („ВС Пъблишинг“).                                         | - Белослава Димитрова за „Месо и птици“ („Да“)                                                                                                   |
| 9 | 2020   | - Александър Байтошев за „Свещената гора“ („Жанет 45“), - Пламен Дойнов за „Влюбване в диктатора“ (ИК „Несарт – Милен Миланов“ и издателство „Кралица Маб“), - Надежда Радулова за „Малкият свят, големият свят“ („Жанет 45“), - Ина Иванова за „Криле от папие-маше“ („Жанет 45“), - Наталия Иванова за „човек с бинокъл“ („Арс“). | - Александър Байтошев за „Свещената гора“ („Жанет 45“)                                                                                           |